# 马特·兰格里奇
马特·兰格里奇（英語：Matt Langridge，1983年5月20日—），英国男子赛艇运动员。他曾代表英国参加2004年、2008年、2012年和2016年夏季奥林匹克运动会赛艇比赛，获得一枚金牌、一枚银牌和一枚铜牌。